# Oostersche Molenpolder
De Oostersche Molenpolder (ook aan elkaar geschreven) is een voormalig waterschap (molenpolder) in de provincie Groningen.
Het schap lag ten noorden van Scheemda. De noordgrens lag bij de Ringsloot die 500 m noordelijk van de N362 lag op de plek waar deze de A7 kruist, de oostgrens lag westelijk van de weg de Lange Zuidwending, de zuidgrens lag bij de Scheemdermeerlaan en de westgrens lag bij het Winschoterdiep en iets ten oosten van de Hoflaan. De molen die net ten noorden op de plek van de zuidelijke op/afrit van de A7 stond, sloeg uit op het Koediep die het waterschap in tweeën verdeelde. Onder het Koediep lag een onderleider.
Waterstaatkundig gezien ligt het gebied sinds 2000 binnen dat van het waterschap Hunze en Aa's.